# Balloniscus paraquayanus
Balloniscus paraquayanus là một loài chân đều trong họ Balloniscidae. Loài này được Van Name miêu tả khoa học năm 1936.